# Melanotaeniidae

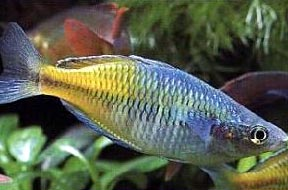
Melanotaenia boesemani

Los melanotaénidos (Melanotaeniidae) son una familia de peces de agua dulce y estuarios de río, incluida en el orden Atheriniformes, distribuidos por ríos tropicales del sudeste de Asia y Oceanía. Muy apreciados en acuariología por sus llamativos colores, su nombre deriva del griego melanos (negro) y del latín taenia (dibujo de rayas).

## Anatomía
Tienen el cuerpo comprimido lateralmente y de longitud máxima 12 cm; dos aletas dorsales separadas, la primera con 3 a 7 espinas y la segunda con 6 a 22 radios blandos -el primero es una espina corta en algunas especies-; la línea lateral suele estar ausente o bien poco desarrollada; escamas relativamente grandes.
Presentan coloraciones vistosas, los machos normalmente mucho más coloreados que las hembras.

## Géneros
Existen 75 especies válidas agrupadas en siete géneros:
- Cairnsichthys (Allen, 1980), con solo 1 especie
- Chilatherina (Regan, 1914), con 10 especies
- Glossolepis (Weber, 1907), con 8 especies
- Iriatherina (Meinken, 1974), con solo 1 especie
- Melanotaenia (Gill, 1862), con 53 especies
- Pelangia (Allen, 1998), con solo 1 especie
- Rhadinocentrus (Regan, 1914), con solo 1 especie